# Cercyonis damei
Cercyonis damei är en fjärilsart som beskrevs av Barnes och Benjamin 1926. Cercyonis damei ingår i släktet Cercyonis och familjen praktfjärilar. Inga underarter finns listade i Catalogue of Life.